# Union des Juifs pour la résistance et l'entraide
L'Union des Juifs pour la résistance et l'entraide (UJRE) est une organisation juive française née dans la Résistance, liée à la Main-d'œuvre immigrée (MOI) créée par le Parti communiste français.

## Dans la Résistance
La Résistance juive organisée a traduit et exprimé des engagements individuels comme des choix collectifs, prenant appui sur l’expérience de diverses organisations et courants de pensée existant parmi les Juifs de France, citoyens français ou étrangers, mais tous « Français de préférence ». Parmi ces organisations, un rôle particulier revient à la MOI (sigle désignant les groupes de la « Main d’œuvre immigrée » créés par le Parti communiste français en 1926 - successeur de la MOE (Main d’œuvre étrangère) créée en 1923 par la CGTU - pour permettre le déploiement d’une activité politique et sociale des travailleurs immigrés réunis en fonction de leur langue ; ainsi en a-t-il été pour la branche juive de langue yiddish de la MOI).
Lors de l’interdiction en 1939 du Parti communiste français, les dirigeants de la branche juive de la MOI constituèrent un mouvement semi-clandestin, puis clandestin, qu’ils nommèrent « Solidarité ». À l’origine, il s’agissait d’apporter la solidarité matérielle aux familles juives en difficulté, en particulier, à celles qui fuyaient le nazisme. Poursuivant et élargissant ses activités, la direction de la branche juive (Solidarité) décida, vers la fin de l’année 1942, de la création de plusieurs mouvements de Résistance qui virent le jour début 1943. Tous ont contribué à organiser la solidarité et à intensifier la lutte contre l’occupant et ses complices.
Ainsi furent constitués l’Union des Juifs pour la résistance et l'entraide (UJRE), la Commission centrale de l'enfance (CCE) auprès de l'UJRE, l’Union de la jeunesse juive (UJJ), l’Union des femmes juives, le Mouvement national contre le racisme (MNCR).
Dans la même période fut prise la décision de constituer des groupes de combat menant la lutte armée : ce furent les FTP-MOI, constitués de combattants juifs à l’origine, puis rapidement élargis aux travailleurs immigrés de nombreux pays d’Europe orientale mais aussi d’Allemagne, d’Italie, d’Espagne et d’autres pays.
À l’initiative de Jacques Rawine, responsable de la zone Sud, l'UJRE est donc née en avril 1943 de cette réorganisation de la section juive de la MOI, après les premières arrestations qui l'ont affectée, dans l'atmosphère de l'après Rafle du Vél' d'Hiv, au moment où les informations sur l'extermination arrivent de l'Est. Charles Lederman, l’un de ses fondateurs, fut responsable des groupes de combat de l'U.J.R.E. et aussi l’un des créateurs du Mouvement national contre le racisme (M.N.C.R). Elle ne regroupe plus seulement les Juifs étrangers mais aussi ceux qui sont Français. Ainsi, la spécificité juive du combat contre l'occupant nazi s'affiche pour la première fois : « le combat des Juifs ne doit plus être anonyme », énonce sa déclaration de principe ; et aussi « Le Juif est aux yeux de la brute nazie, un être qui doit disparaître ». Cet élargissement s'accompagne d'un abandon du yiddish dans la presse clandestine juive au profit du français.
Avec le Mouvement national contre le racisme, l'UJRE publie un journal clandestin, Droit et Liberté et participe aux combats de la Libération de Paris.
L'UJRE joua un rôle décisif dans le sauvetage des enfants juifs, notamment lors d'une intervention à Vénissieux faite par des militantes de l’Union des femmes juives clandestine .

## Après la guerre
Son président d'honneur, en 2003, est Adam Rayski.
L'UJRE exerce une vigilance sur toutes les montées de l'antisémitisme et participe à des actions de mémoire. C'est ainsi qu'avec l' « Association des Amis de la Commission centrale de l'enfance (AACCE) », l'UJRE cofonde en 2005 l'association « Mémoire des Résistants juifs de la MOI » dont l'objet est de créer un Espace de Mémoire dédié aux résistants juifs de la MOI.
L'UJRE poursuit son activité éditoriale. Après le quotidien de langue yiddish le plus lu d'Europe, la Naïe Presse, publié de 1934 à 1993, auquel s'ajouta, de 1965 à 1982, l'hebdomadaire en français la Presse Nouvelle Hebdo (PNH), l'UJRE publie toujours une revue mensuelle, la Presse Nouvelle Magazine (PNM), qui « aborde de manière critique les problèmes politiques et culturels, nationaux et internationaux. La PNM se refuse à toute diabolisation et combat résolument toutes les manifestations d'antisémitisme et de racisme, ouvertes ou sournoises. La PNM se prononce pour une paix juste au Moyen–Orient sur la base du droit de l'État d'Israël à la sécurité et sur la reconnaissance du droit à un État du peuple palestinien. »
Proches des positions d'Une autre voix juive, l'UJRE combat les orientations du gouvernement actuel de l'État d'Israël sur l'occupation des territoires palestiniens. L'UJRE déclare en 2009 qu'elle « s'en tient à ses positions progressistes et soutient pareillement la légitimité du droit à l'existence d'Israël et le droit des Palestiniens à vivre en paix dans un État souverain, viable, aux frontières sûres et reconnues, et ce, d'autant plus sereinement, qu'à terme, une politique agressive est dangereuse pour la population israélienne elle-même ».
En 2009, l'UJRE, née dans la Résistance et cofondatrice du Conseil représentatif des institutions juives de France (CRIF), décide de suspendre sa participation au CRIF. Dans une lettre ouverte à Richard Prasquier, président du CRIF, l'UJRE déclare s'inquiéter « d’un positionnement politique du CRIF en rupture avec ses valeurs fondatrices », considère que la direction du CRIF s'en prend au caractère « représentatif et pluraliste du CRIF » en n'invitant plus ni les Verts, ni le PCF au dîner annuel et déclare que le CRIF doit « retrouver son rôle et sa représentativité dans la société française ; pour défendre les intérêts moraux des Juifs de France et contribuer, à partir des valeurs qui le fondent, au processus de paix au Proche-Orient, seul moyen de garantir la sécurité et le développement d’Israël et le droit, jadis reconnu par le CRIF lui-même, du peuple palestinien à un État »,.